# Añón de Moncayo
Añón de Moncayo är en kommun i Spanien.   Den ligger i provinsen Provincia de Zaragoza och regionen Aragonien, i den nordöstra delen av landet, 220 km nordost om huvudstaden Madrid. Antalet invånare är 213. Arean är 64 kvadratkilometer. Añón de Moncayo gränsar till Alcalá de Moncayo.
Terrängen i Añón de Moncayo är bergig.